# Vojtěch Jírovec
Vojtěch Matyáš Jírovec, v zahraničí známý jako Adalbert Gyrowetz, také Gyrowez či Gürovetz (20. února 1763 České Budějovice – 19. března 1850 Vídeň) byl český skladatel období klasicismu působící převážně v zahraničí. Bývá často uváděn jako rakouský skladatel českého původu. Od roku 1807 je čestným občanem Českých Budějovic. V Českých Budějovicích a v Brně je po něm pojmenována ulice.

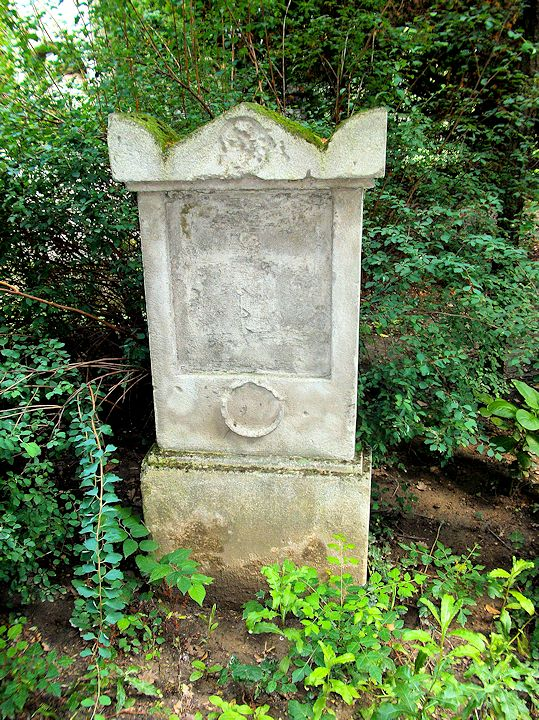
Hrob Vojtěcha Jírovce ve Währingu

## Život
Byl synem ředitele kůru kostela sv. Mikuláše v Českých Budějovicích. První hudební vzdělání získal u svého otce a poté u varhaníka budějovického kostela, skladatele Jáchyma Štepanovského. Zároveň studoval na zdejším piaristickém gymnáziu a komponoval své první skladby, převážně chrámovou hudbu a serenády.
Poté studoval filozofii a práva na pražské univerzitě, ale pro nedostatek prostředků se vrátil domů a stal se sekretářem hraběte Františka z Fünfkirchenu. V té době hrál také v zámecké kapele a také pro ni komponoval. Velký úspěch měly zejména jeho symfonie.
Na doporučení a s finanční podporou hraběte Troyera odcestoval do Vídně, kde se stal členem kruhu nejlepších vídeňských skladatelů Dittersdorfa, Haydna a Mozarta. Mozart dokonce v roce 1785 ve Vídni provedl jednu z jeho symfonií. Získal místo jako tajemník a učitel hudby u římského knížete Ruspoliho s nímž procestoval Itálii a měl možnost uplatnit své umění v Benátkách, Bologni a v Římě. Stal se i čestným členem Filharmonické společnosti v Bologni. Finančně se osamostatnil, vystoupil ze služeb hraběte a dva roky žil v Neapoli, kde studoval kontrapunkt u Nicoly Saly.
Odtud odcestoval do Paříže, ale záhy uprchl před revolucí roku 1789 do Londýna. V Londýně žil tři roky a vzhledem ke svým známostem ve šlechtických kruzích pomáhal stárnoucímu Haydnovi uchytit se v londýnské společnosti. Po krátké návštěvě Čech se vrátil do Vídně, kde se v roce 1804 stal ředitelem dvorních divadel. Mezi jeho povinnosti patřilo i to, že musel každý rok zkomponovat operu a balet.
Roku 1827 odešel do výslužby a komponoval již pouze výjimečně, neboť posluchači pomalu ztráceli o jeho dílo zájem. V této době sepsal také svůj vlastní životopis, který vyšel ve Vídni roku 1848. Vyšel i česky v roce 1940 v Topičově nakladatelství.
Zemřel v 87 letech 19. března 1850 ve Vídni a je pochován na hřbitově ve Währingu nedaleko hrobu L. van Beethovena a Franze Schuberta.

## Dílo
Jeho hudba je svým charakterem podobná hudbě Josepha Haydna a W. A. Mozarta, na rozdíl od nich však brzy upadla v zapomnění. Ještě za jeho života si pro své konzervativní názory (a to nejen na hudbu) vysloužil přezdívku „Božský šosák“.
Zkomponoval na 60 symfonií, 40 klavírních sonát, 20 mší a mnoho dalších chrámových skladeb. Psal písně i na české texty a jeho chrámové skladby jsou v českých kostelích dodnes uváděny pro svou melodickou i technickou přístupnost.

## Opery
- Semiramis (1791 - ztraceno)
- Selico (1804 Vídeň )
- Mirana, die Königin der Amazonen (1806 Vídeň)
- Agnes Sorel (1806 Vídeň )
- Ida, die büssende (1807)
- Die Junggesellen-Wirtschaft (1807 Vídeň )
- Emericke (1807 Vídeň )
- Die Pagen des Herzogs von Vendôme (1808 Vídeň )
- Der Sammtrock (1809 Vídeň )
- Der betrogene Betrüger (1810 Vídeň)
- Das zugemauerte Fenster (1810 Vídeň)
- Der Augenarzt (1811 Vídeň)
- Federica ed Adolfo (1812 Vídeň)
- Das Winterquartier in America (1812 Vídeň)
- Robert, oder Die Prüfung (1815 Vídeň)
- Helene (1816 Vídeň )
- Die beiden Eremiten (1816)
- Der Gemahl von ungefähr (1816 Vídeň)
- Die beiden Savoyarden (1817)
- Il finto Stanislao (1818 Milán), libreto Felice Romaniho zhudebnil roku 1840 Giuseppe Verdi (Un giorno di regno)
- Aladin (1819 Vídeň)
- Das Ständchen (1823 Vídeň)
- Des Kaisers Genesung (1826 Vídeň)
- Der blinde Harfner (1827 Vídeň)
- Der Geburtstag (1828 Vídeň)
- Der dreizehnte Mantel (1829 Vídeň H)
- Felix und Adele (1831 Vídeň)
- Hans Sachs im vorgerückten Alter (1834 Drážďany)